# Nuage de points (géométrie)
Pour les articles homonymes, voir Nuage de points.

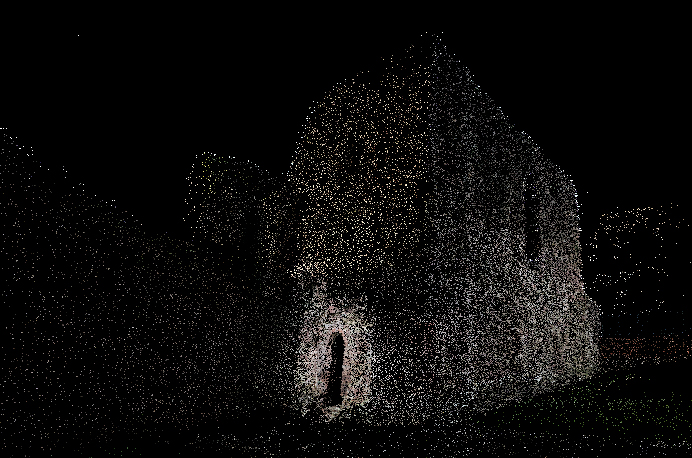
Le château de Monmouth, représenté sous forme d'un nuage de points non maillés

Un nuage de points est un ensemble de points de données dans un système de coordonnées à trois dimensions. Ces points se définissent en général par les coordonnées x, y et z et servent souvent à représenter la surface extérieure d'un objet. Un numériseur balaie une surface extérieure dans ses trois dimensions pour en générer un nuage. Ses faisceaux prennent des mesures à un grand nombre de points d'une façon automatique pour produire le nuage sous forme de fichier de données.

## Transformation en surfaces tridimensionnelles
Tandis que le rendu et l'inspection directe d'un nuage sont possibles, il n'est pas en général possible d'en faire une utilisation directe dans la plupart d'applications à trois dimensions. Le procédé courant est donc d'élaborer un maillage par une technique de reconstruction de surface. Il existe plusieurs techniques pour transformer un nuage de points en surface tridimensionnelle. Certaines approches, telles que la triangulation de Delaunay, revêtent les sommets du nuage d'une maille triangulaire (voire d'une mosaïque de photos), alors que d'autres approches convertissent les points en champ volumique à l'aide d'un algorithme infographique.

## Utilisation
Le balayage 3D rend les nuages de points utiles à de nombreuses applications. La métrologie et l'inspection industrielles sont deux domaines qui peuvent employer un nuage de points tel quel. Le nuage de points d'une pièce fabriquée peut être aligné sur un modèle, voire un second nuage, pour identifier les différences. Ces différences peuvent s'afficher sous forme de graphique qui indiquent, d'une manière visuelle, les écarts entre la pièce fabriquée et le patron. Il est également possible de tirer des tolérances et des dimensions géométriques directement du nuage. Les nuages de points servent aussi à représenter des données volumiques, utilisées par des domaines tels que l'imagerie médicale. Ces nuages facilitent l'échantillonnage multiple et la compression des données. Les nuages sont en plus un moyen de dresser le modelé d'un terrain arpenté ou un modèle en 3D d'un environnement urbain. Ils s'avèrent utiles dans l'élaboration d'une sauvegarde numérique pour les objets d'art et la patrimoine de valeur inestimable.